# Don Wright
Don Wright, född 26 april 1959, är en friidrottare från Australien. Han deltog vid olympiska sommarspelen 1984.